# مشحوف

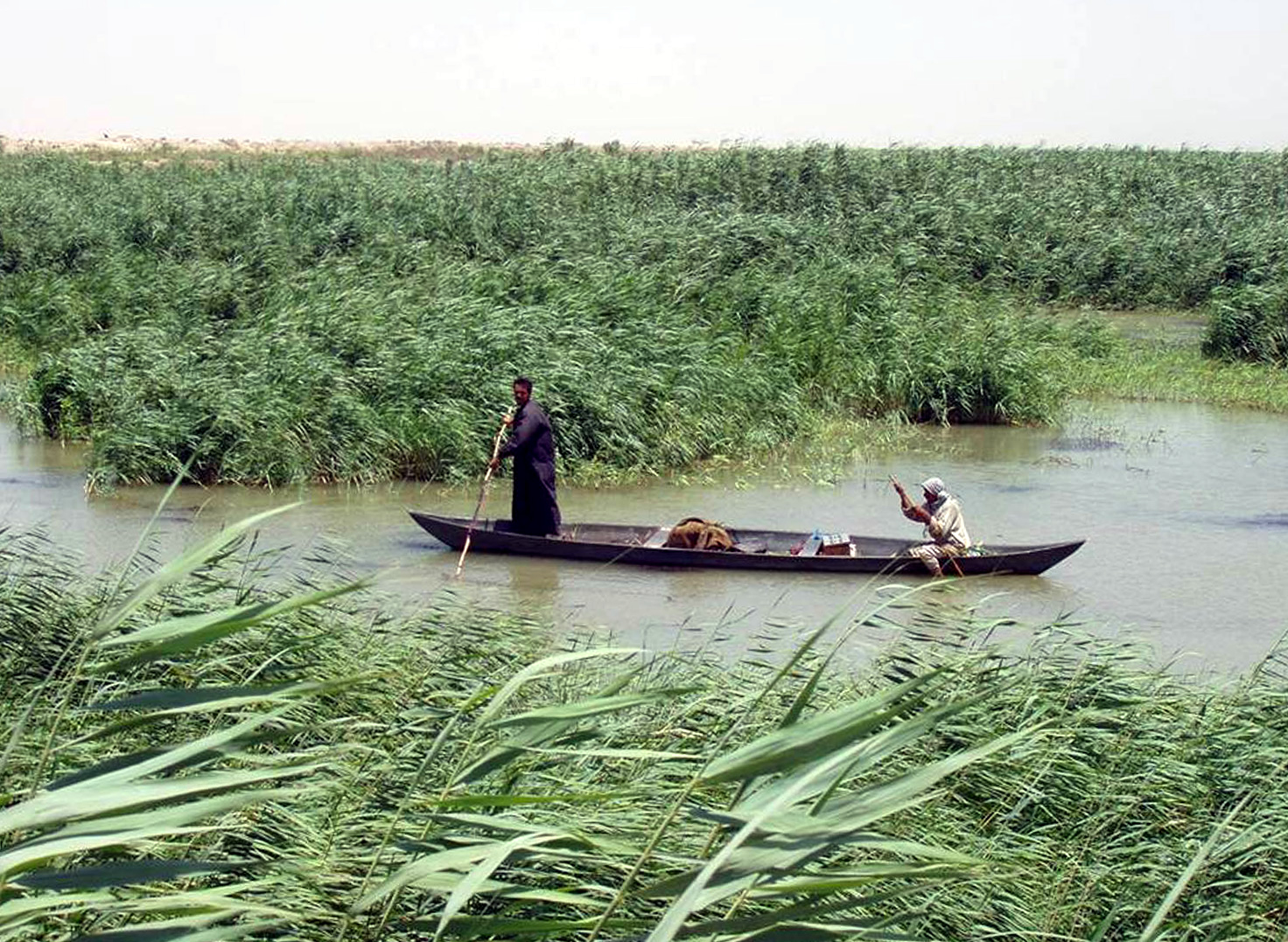
عکسی از یک مشحوف در نیزار

مشحوف، قایقی باریک است که کارکردش در مرداب‌ها است. از این وسیله، بیشتر در جنوب عراق استفاده می‌شود و قدمتی باستانی دارد.

## کاربردها
مشحوف، قایقی باریک است که در مرداب‌ها و رودخانه‌های جنوب عراق مورد استفاده قرار می‌گیرد. بیشتر این قایق ها در منطقه حله، بصره و کوفه مورد استفاده هستند. کاربرد این قایق‌های باریک، در ماهیگیری و حمل و نقل مسافران در مسیرهای آبی و همچنین بارها گزارش شده‌است. این قایق به جهت باریک بودنش، یک وسیله خوب برای حرکت در نیزارها و باتلاق‌ها می‌باشد.

## تاریخچه
قدمت استفاده از این نوع قایق، به سومر باستان باز می‌گردد. از این قایق تا ۵۰۰۰ سال پیش از میلاد نیز استفاده می‌شد. در یک لوح برجسته استوانه‌ای مربوط به دوره سومر باستان، که در بابل یافت شده است، از این قایق با عنوان مشحوف یاد شده است. این وسیله از مهمترین وسایل حمل و نقل در فرهنگ عرب بوده‌است و تمام اعراب ساکن در نزدیک مرداب، از این نوع قایق، داشته‌اند. از این قایق در ترانه‌ها و شعرهای اعراب منطقه نیز یاد شده‌است. در سال ۲۰۱۷،‌حیدر العبادی، نخست وزیر عراق، در هنگام بازدید از الشیبایش، بر یکی از این قایق ها سوار شد. وی اولین رهبر معاصر عراق است که چنین کاری را انجام می‌دهد.
در قرن بیستم میلادی، پس از آنکه باتلاق‌های عراق، تخلیه شدند؛ استفاده از این وسیله نقلیه در عراق کاهش یافت. این باتلاق‌ها که در سال ۱۹۵۰، مساحتی بالغ بر ۷۷۰۰ مایل مربع را پوشش داده بودند، در دهه ۱۹۷۰، به ۳۵۰۰ مایل کاهش یافت. پس از حمله آمریکا به عراق، در سال ۲۰۰۳ به تدریج، مرداب‌ها آبگیری شدند و در سالهای بعد و تا سال ۲۰۰۸، سازمان ملل و دولت عراق، طرح اصلاح مرداب های عراق را کلیک زد. با این اقدام، استفاده از این نوع قایق مجدداً رونق گرفت.

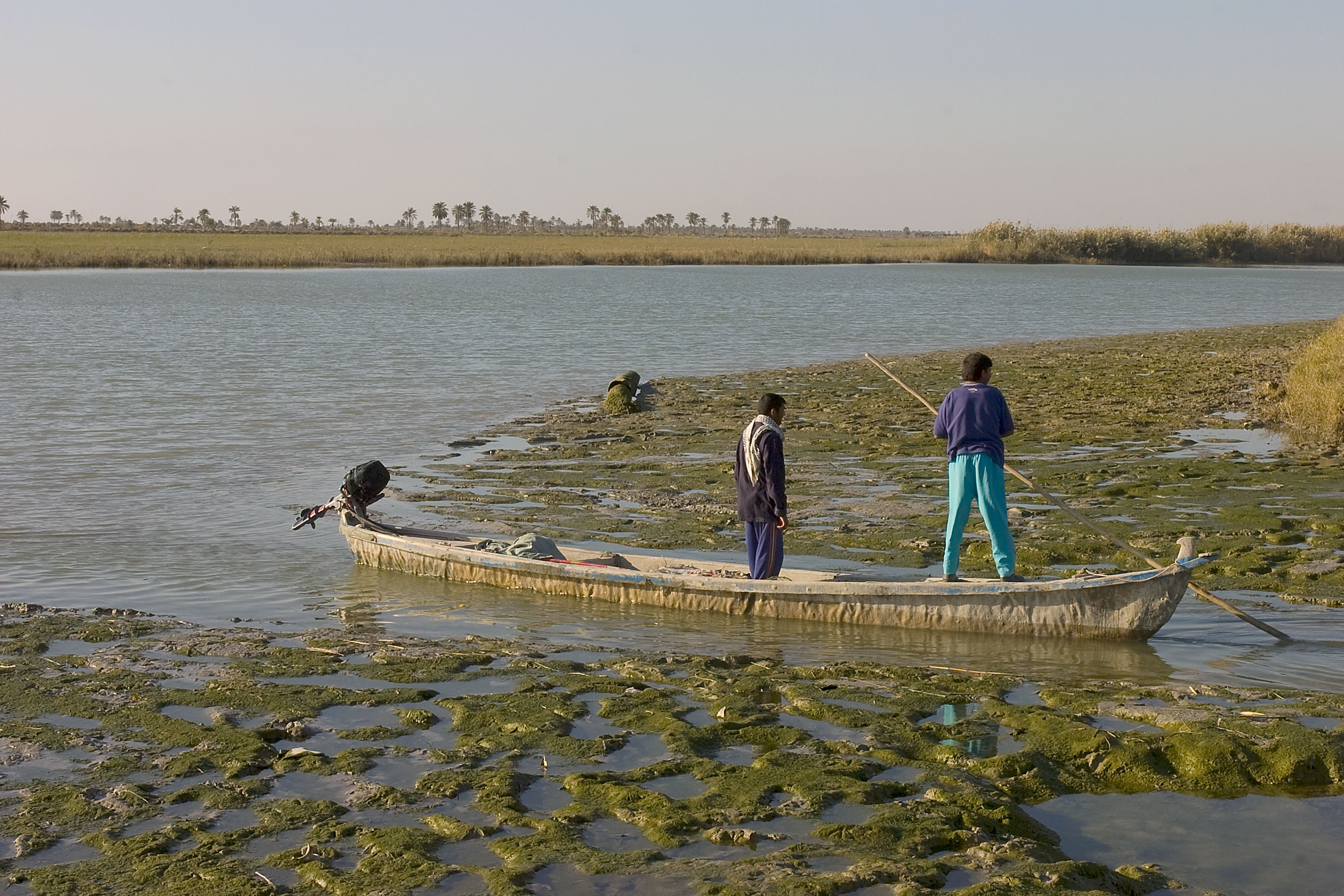
ماهیگیران در امتداد کانال آبیاری توسط مشحوف در استان بصره

## ساخت و ساز
این نوع قایق را از مواد مختلفی می‌سازند؛ از جمله مواد اولیه که در ساخت این قایق به کار برده می‌شوند عبارتند از نی و پاپیروس، چوب درخت توت، سرو و یاس. امروزه بیشتر از فایبرگلاس به جای چوب برای تهیه مشحوف ساخته شده است. از پنبه برای پر کردن شکاف های بین الوارها استفاده می‌شود. بری عایق بندی قایق، از مواد عایقی چون قیر استفاده می‌شود. برای تولید یک مشحوف، ۵۰۰ تا ۱۰۰۰ دلار هزینه صرف می‌شود هرچند برخی مدل‌های سطح بالای آن تا ۴۰۰۰ دلار نیز قیمت دارند. ابعاد این قایق نیز متفاوت است و برخی از انواع آن، طوری طراحی شده است که تنها مناسب برای یک نفر می‌باشد.